# Приказанская культура
Приказа́нская культу́ра — выделяемая отдельными исследователями культурно-историческая общность позднего бронзового века Волго-Камья (конец 2-й четверти — 2-я половина 2-го тыс. до н. э.).
Выделена в 1953 году А. Х. Халиковым. До этого подобные памятники были известны под названием «прибрежных» (Н. Ф. Калинин) или «приволжских» (А. П. Смирнов) стоянок. Посёлки, состоявшие из полуземлянок и каркасно-столбовых наземных домов, занимали низкие террасы и пойменные дюны. Керамика — горшочно-баночная с богатым орнаментом. Хозяйство сочетало производящие (придомное скотоводство лесного типа) и присваивающие (охота, рыболовство) отрасли.
Ареал и обоснованность выделения приказанской культуры остаётся предметом дискуссии. Памятники Камско-Бельского междуречья А. В. Збруевой отнесены к луговской культуре, средне- и верхнекамские В. П. Денисовым — к ерзовской, бассейна реки Белой К. В. Сальниковым — к культуре курман-тау. Позднее из приказанских древностей были выделены также маклашеевская (В. Н. Марков, А. А. Чижевский) и буйская (Р. Д. Голдина) культуры.
Истоки приказанской культуры лежат в лесостепном срубно-андроноидном мире. Приказанское население, тесно связанное с носителями прафинской общности «текстильной» керамики, принимало участие в формировании волго-камских племён раннего железного века.